# Friedrich Deisenroth
Friedrich Deisenroth (* 28. September 1903 in Philippsthal (Werra); † 16. Dezember 1997 in Hennef) war ein deutscher Dirigent, Komponist und Musikoffizier der Bundeswehr. Er beeinflusste den Aufbau der Militärmusik der Bundeswehr in ihren ersten Jahren maßgeblich und beteiligte sich zusammen mit Wilhelm Stephan an der Zusammenstellung der Sammlung Deutsche Armeemärsche für die Bundeswehr. Seine Vorgaben für die Orchesterbesetzung sowie seine Bearbeitungen der deutschen Armeemärsche bilden bis heute das organisatorische und repertoiremäßige Grundgerüst aller deutschen Militärmusikkorps.

## Biografie

### Reichswehr
Friedrich Deisenroth wurde am 28. September 1903 in Philippsthal geboren. Schon in seiner Kindheit wies er musikalische Begabung auf, nicht zuletzt dank seinem Vater. 1924 trat Deisenroth in das Musikkorps des II. Bataillons des 15. Infanterie-Regiments, das in Eisenach stationiert war, ein. Nach seinem Dienst als Militärmusiker wurde er 1931 zum Studium an der Staatlichen akademischen Hochschule für Musik in Berlin-Charlottenburg abkommandiert, wo er unter anderem bei den Vortragsabenden der Dirigentenklasse unter der Leitung von Hermann Schmidt mitwirkte. In drei Jahren absolvierte Deisenroth das Studium mit Auszeichnung und bekam die Medaille der Preußischen Akademie der Künste verliehen. Im selben Jahr wurde Friedrich Deisenroth zum Musikmeister ernannt.

### Wehrmacht
Der junge Musikmeister kehrte zu seinem alten Regiment zurück, wo er die Leitung des Musikkorps des Ausbildungsbataillons in Marburg übernahm. 1936 wechselte Deisenroth nach Siegen, um das Musikkorps des neu aufgestellten Infanterie-Regiments 57 zu übernehmen, mit dem er auch in den Zweiten Weltkrieg zog. Am 1. Januar 1940 wurde Friedrich Deisenroth zum Obermusikmeister ernannt. Mit seinem Klangkörper konzertierte Deisenroth nach dem Westfeldzug auch im besetzten Frankreich. Später kämpfte er mit seinem Regiment im Südabschnitt der Ostfront, wofür ihm unter anderem die Ostmedaille verliehen wurde. Außerdem war Deisenroth Träger des Kriegsverdienstkreuzes. 1943 wurde ihm bereits als Stabsmusikmeister, zu dem er am 1. Januar 1943 ernannt wurde, das Musikkorps des Wachbataillons Kopenhagen im besetzten Dänemark anvertraut, wo er mit seinem Orchester auch Rundfunkaufnahmen für das dänische Radio machte. Des Weiteren entstammen seiner Feder in dieser Zeit Werke der sinfonischen Blasmusik wie die Ukrainische Rhapsodie. Im nächsten Jahr war Deisenroth auch an der Ostfront eingesetzt.

### Bundeswehr
Nach seiner Entlassung aus der Kriegsgefangenschaft im Juli 1945 übernahm Deisenroth die Leitung einer Jugendmusikschule in Schleswig-Holstein. 1946 gründete er eine Orchesterschule in Hilchenbach und das Orchester Siegerland-Wittgenstein, die den Kern für die heutige Philharmonie Südwestfalen bildeten, und wandte sich dadurch der Vorbereitung des musikalischen Nachwuchses zu.
Bereits am 15. Juni 1954, noch ein Jahr vor der praktischen Aufstellung der Bundeswehr, reichte Deisenroth, damals Zivilist, beim Amt Blank seine Denkschrift zum Aufbau der neuen deutschen Militärmusik ein, die unter den anderen Vorschlägen der ehemaligen Musikmeister eine nicht unwesentliche Rolle bei der regen Diskussion über die Struktur der Bundeswehrmusikkorps spielte. Allerdings erwies sich seine Konzeption damals als zu fortschrittlich und zu umfangreich und wurde 1955 nur in Form einer Planungsweisung aufgegriffen, jedoch nicht verwirklicht. Nach der Gründung der Bundeswehr wurde Friedrich Deisenroth zum 1. Mai 1956 im Range eines Hauptmanns in die neuen westdeutschen Streitkräfte eingestellt, wobei er als einer der elf ehemaligen Musikmeister von etwa 336 Kandidaten zum Test überhaupt aufgefordert war. Deisenroth wurde Chef des 23-köpfigen Musikkorps IV B mit der Garnison in Idar-Oberstein, das später zum Heeresmusikkorps 5 in Koblenz wurde. Zum 15. Mai 1957 wechselte er zur Leiterstelle an die Spitze des in Rheinbach neu aufstellten Lehrmusikkorps der Bundeswehr. Das Orchester zählte zwei Musikoffiziere und 82 Musiker, die in einem nicht reibungslosen Verfahren aus allen zu der Zeit bestehenden Bundeswehrmusikkorps zusammengezogen waren, und stellte somit das größte Musikkorps der Bundeswehr dar. Bereits das Präfix „Lehr-“ sprach für die Erprobungs- sowie Vorbildfunktion des neuen Truppenkörpers. Das Musikkorps bekam prozentual mehr Hauptfeldwebelstellen, und Deisenroth wurde zum ersten Musikkorpsleiter der Bundeswehr im Range eines Majors. Zu den Aufgaben des Klangkörpers gehörte die musikalische Umrahmung der protokollarischen Dienste, die das Wachbataillon beim Bundesministerium der Verteidigung für höhere Staatsgäste leistete. Des Weiteren trat das Musikkorps jedes Jahr, am 5. Januar bei den Geburtstagsständchen für Bundeskanzler Konrad Adenauer auf und pflegte auch historische Militärmusikbesetzungen bei seinen Auftritten. Da die Bezeichnung Lehrmusikkorps zur Verwechslung mit einer Schuleinheit führte, wurde das Orchester zum 15. Juni 1959 in Stabsmusikkorps der Bundeswehr (heute Musikkorps der Bundeswehr) umbenannt, die Verlegung nach Siegburg in die Brückberg-Kaserne erfolgte bereits im März. Nebenbei übte Deisenroth auch eine rege Konzerttätigkeit aus und nahm mit seinem Musikkorps mehrere Schallplatten mit deutschen und internationalen (amerikanischen, englischen und französischen) Märschen auf. Inzwischen konzipierte Deisenroth eine militärmusikalische Bildungseinrichtung und verwirklichte dies, indem er am 1. Juli 1960 in seinem Musikkorps einen Ausbildungszug aufstellen ließ, der sich bereits im November 1960 zum Ausbildungsmusikkorps der Bundeswehr entwickelte.
Ab dem 1. Dezember 1961 wurde Friedrich Deisenroth, der inzwischen den Rang eines Oberstleutnants bekleidete, Stellvertreter des Musikinspizienten der Bundeswehr Wilhelm Stephan, und Leiter Musikwesen der Bundeswehr (Dezernent I) im Bundeswehramt. Zusammen mit Stephan partizipierte er bei der Zusammenstellung der neuen deutschen Armeemarschsammlung Deutsche Armeemärsche für die Bundeswehr aktiv, wofür die beiden Musikoffiziere 145 Stücke aus der früheren preußischen Armeemarschsammlung sowie aus der Heeresmarschsammlung, praktisch den Kern des deutschen Marschgutes auswählten. Ebenfalls in seiner Eigenschaft als Stellvertreter des Musikinspizienten hielt Deisenroth auch den ersten Lehrgang für junge Musikoffizere der Bundeswehr ab. Da die Musikoffizere weniger Gelegenheit als frühere Musikmeister vor 1945 hatten, sich während des Dienstes in die Militärmusik hineinzuarbeiten, ergab sich eine dringende Nachfrage an Partiturauszügen. Die besondere Leistung Deisenroths für die deutsche Militärmusik bestand in der Verknüpfung der alten Infanteriemusikbesetzung mit den Klangarten der sinfonisch-blasmusikalisch ausgerichteten Luftwaffenmusik von Hans Felix Husadel. Dafür gab er bereits nach seiner Pensionierung Particelle sowie Ergänzungsstimmen für die Armeemärsche heraus, die er noch als Stephans Mitarbeiter zusammenstellte. Deisenroth fügte zusätzliche Stimmen für ein Saxophonregister, für Alt- und Bassklarinetten sowie für die Spielleute hinzu und versah die Partituren mit zahlreichen Anmerkungen zu den bisher fehlenden agogischen Zeichen, biographischen Hinweisen oder zum Marschtempo sowie Empfehlungen für die Aufführungspraxis einzelner Märsche, besonders der Jäger- und Kavalleriemärsche. Darüber hinaus regte sich zwischen Stephan und Deisenroth die Diskussion über die Ausführung der drei Posten in dem Großen Zapfenstreich an, wobei Deisenroth auf eine frühere, noch aus dem Mittelalter stammende Trompetenmanier bestand. Wilhelm Stephan hielt dagegen die letzte, 1896 vom Armeemusikinspizienten Gustav Roßberg herausgegebene Partitur für richtig. In diesem Streit musste Deisenroth dem Standpunkt seines Vorgesetzten weichen. Nach der Pensionierung Stephans entschied sich der neue Musikinspizient Fritz Masuhr dennoch für die historische Version, die Deisenroth vorschlug.
Am 31. März 1965 wurde Friedrich Deisenroth pensioniert und ließ sich in Sankt Augustin nieder, gab jedoch seine musikalische und organisatorische Tätigkeit nicht auf. Er beriet Blaskapellen, betreute das Spielmannswesen und leitete die Tambourmajorlehrgänge für die Bundeswehr. Später avancierte Deisenroth zum Präsidiumsmitglied des Deutschen Volksmusikerverbandes und wurde 1977 auch in den Vorstand der Internationalen Gesellschaft zur Erforschung und Förderung der Blasmusik aufgenommen. Darüber hinaus war Deisenroth Mitglied der Deutschen Gesellschaft für Militärmusik e. V. Später zog er nach Hennef um. Sein musikalisches Vermächtnis umfasst Märsche, Fanfaren, historische Tongemälde, Werke und Bearbeitungen für Spielmannszüge, aber auch sinfonische Blasmusik wie Konzertwalzer, Suiten und Rhapsodien. Seine letzten Jahre waren durch allmählich nachlassende Sehkraft geprägt.
Friedrich Deisenroth starb am 16. Dezember 1997 in Hennef. Am 16. November 2018 wurde dem Proberaum des Musikkorps der Bundeswehr der Ehrenname Friedrich-Deisenroth-Saal verliehen.

## Werke (Auswahl)

### Werke für Blasorchester
- 1930 Zug der Ritter (Marsch)
- 1935 Saarland-Fanfare (Fanfarenmarsch)
- 1935 Treueschwur (Konzertmarsch)
- 1936 Vier Signalhorn-Märsche
- 1937 Deutscher Frühling (Romantische Impression)
- 1938 Das Regiment kommt
- 1939 Panzerfanfare, für Militärmusik mit Saxophonstimmen
- 1943 Ukrainische Rhapsodie
- 1954 Meinerzhagener Schützenmarsch
- 1965 Harmonisierter Zapfenstreich der Königlich Hannoverschen Leichten Infanterie
- A la mi presente (Heraldische Musik über das Landsknechtslied „Wir zogen in das Feld“ für Feldtrompeten, Heerespauken und Rührtrommeln)
- Banchetto
- Der hohe Tag (Suite)
- Erinnerung an Marburg (Marsch für Musikkorps mit Signalhörnern)
- Heraldische Musik über das Landsknechtslied „Georg von Frundsberg“
- Hessen-Fanfare (Fanfarenmarsch mit dem Hessenlied)
- Humoreske in Variationsform über „Der Carneval von Venedig“
- Maidle ruck (Variation über ein Volkslied)
- Nun leb' wohl, du kleine Gasse (Variation über ein Volkslied)
- Signalkorps-Marsch (Marsch für Musikkorps mit Signalhörnern)

### Hörbeispiele
- Schützen-Defiliermarsch auf YouTube, aufgenommen vom Lehrmusikkorps des Wachbataillons der Bundeswehr; Leitung: Major Friedrich Deisenroth.
- Die Marseillaise auf YouTube, aufgenommen vom Lehrmusikkorps des Wachbataillons der Bundeswehr; Leitung: Major Friedrich Deisenroth.
- Heraldische Musik über das Landsknechtslied „Georg von Frundsberg“ auf YouTube, aufgenommen vom Heeresmusikkorps 1, Hannover; Leitung: Musikinspizient der Bundeswehr Oberst Wilhelm Stephan.